# Crash d'un Sikorsky S-61 de Carson Helicopters
Le 5 août 2008, un Sikorsky S-61N de Carson Helicopters, immatriculé  N612AZ et portant l'indicatif Iron 44, a percuté plusieurs arbres avant de s'écrasé au sol, lors de sa montée initiale après avoir décollé de l'héliport 44, situé près de Weaverville, en Californie, alors qu'il transportait des pompiers sous contrat avec le Service des forêts des États-Unis (USFS).
Le pilote Roark Schwanenberg (54 ans), un pilote inspecteur de l'USFS, Jim Ramage (64 ans), et sept pompiers ont été tué dans le crash, tandis que le copilote et trois autres pompiers ont survécu, malgré des blessures graves.

## Enquête

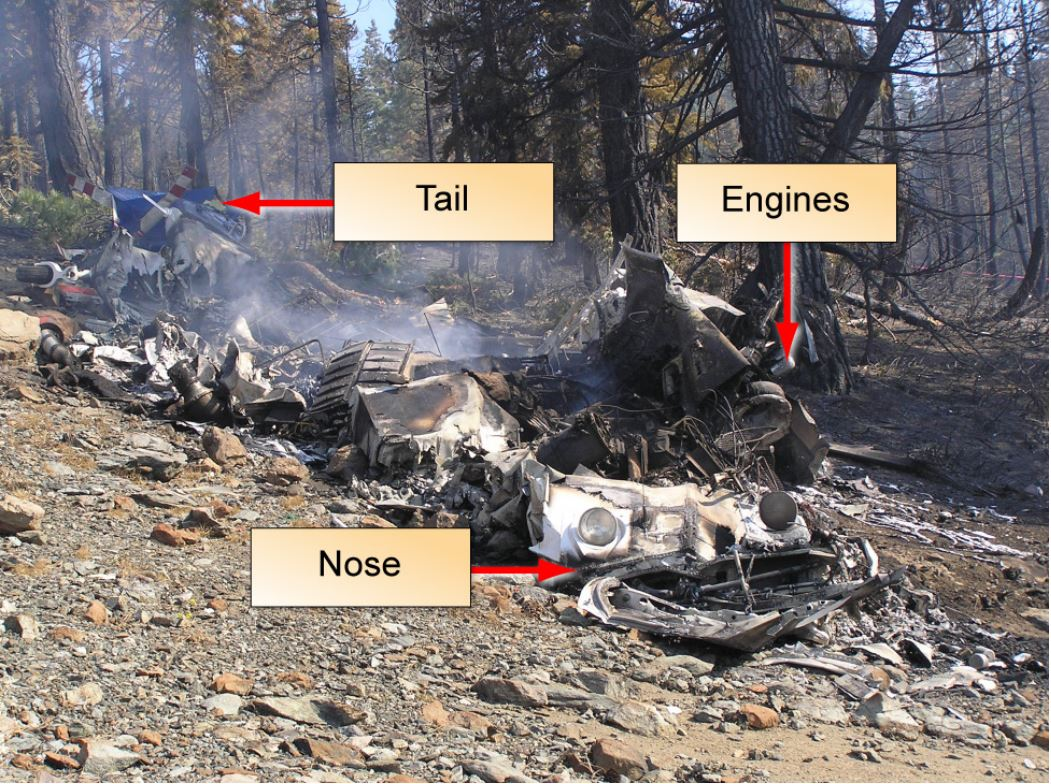
L'épave de l'hélicoptère, photographié peu de temps après le crash.

Le rapport préliminaire du Conseil national de la sécurité des transports (NTSB) a déterminé que la cause était une perte de puissance au moment du décollage, probablement causée par une panne moteur.
Cependant, en janvier 2010, le NTSB a publié son rapport final, concluant que la cause probable de cet accident était :
- la sous-estimation intentionnelle par Carson Helicopters du poids à vide de l'hélicoptère.
- la modification du tableau de puissance disponible, afin d'exagérer la capacité de portance de l'appareil.
- la pratique consistant à utiliser un couple non approuvé, supérieur aux spécifications minimales, dans les calculs de performance qui, collectivement, ont conduit les pilotes à s'appuyer sur des calculs de performance qui ont considérablement surestimé la capacité de charge de l'hélicoptère et qui n'ont pas fourni une marge de performance adéquate pour un décollage réussi.
- une surveillance insuffisante de la part de l'USFS et de la Federal Aviation Administration (FAA).

Le rapport du NTSB a également noté plusieurs facteurs contributifs, notamment l'absence de réservoirs de carburant résistants aux chocs et de sièges obsolètes dans cet hélicoptère, construit en 1965.

## Conséquences
À la suite de l'accident et de l'enquête qui a suivi, l'USFS a annulé son contrat avec Carson Helicopters. En 2010, le NTSB a conclu à une « faute intentionnelle » de la part de Carson Helicopters, l'entreprise ayant surestimé ses performances dans les documents fournis à l'USFS, lors de son appel d'offres pour des contrats de lutte anti-incendie, d'une valeur de 20 millions de dollars et portant sur sept hélicoptères.
En 2012, un jury a ordonné à General Electric, le fabricant des moteurs du Sikorsky S-61, de verser 69,7 millions de dollars à William Coultas, le copilote survivant, à son épouse et à la succession du pilote Roark Schwanenberg. Ce procès découlait de la conviction du copilote qu'une unité de contrôle de carburant (en) (FCU) contaminée sur le moteur n°2, de type General Electric CT58-140-1, de l'appareil était à l'origine de l'accident. Le NTSB a cependant rejeté la thèse de la FCU défaillante comme cause du crash.

### Poursuites judiciaires
En septembre 2013, Steven Metheny, ancien vice-président de Carson Helicopters, et Levi Phillips, responsable de la maintenance au sein de la compagnie, ont été inculpés, par un grand jury fédéral, de complot en vue de frauder l'USFS concernant différents contrats attribués à Carson Helicopters en 2008 pour des services de location d'hélicoptères, dans le cadre d'opérations de lutte anti-incendie. Metheny a également été inculpé de 22 autres chefs d'accusation, notamment de fausses déclarations à l'USFS et de mise en danger de la sécurité des aéronefs en vol.
L'année suivante, Metheny a plaidé coupable à un chef d'accusation de fausse déclaration et à un chef d'accusation de complot en vue de commettre une fraude, et a été condamné à 12 ans et 7 mois de prison. Phillips a accepté de coopérer avec les autorités dans l'affaire contre Metheny et a plaidé coupable à un seul chef d'accusation de fraude. Il a été condamné à 25 mois de prison.